# Emerytowany papież
 Emerytowany papież (łac. summus pontifex emeritus, lub Pontifex Romanus emeritus) – tytuł w Kościele katolickim istniejący od 2013 roku i przysługujący papieżowi, który ogłosił renuntiatio, czyli zrzeczenie się urzędu.
Po rezygnacji papieża w Watykanie nastaje sede vacante, tj. stolica biskupia (a w tym przypadku również urząd papieski) jest nieobsadzona. Pierścień Rybaka, który nosił jako urzędujący papież, zostaje zniszczony, apartamenty papieskie zostają zapieczętowane, halabardziści Gwardii Szwajcarskiej kończą wartę przy papieżu, dzwony bazyliki św. Piotra w Rzymie biją, władzę w Stolicy Apostolskiej przejmuje kardynał kamerling.
Emerytowany papież posługuje się imieniem, które wybrał na początku swojego papieskiego pontyfikatu. Nosi on prostą białą sutannę bez pelerynki (wł. pellegrina) i pasa, pektorał biskupi, piuskę oraz nieczerwone buty (czerwone obuwie jest zarezerwowane dla urzędującego papieża). Strój liturgiczny emerytowanego papieża, podobnie jak strój każdego emerytowanego metropolity, pozbawiony jest insygniów aktywnego urzędowania, to znaczy paliusza. Emerytowany papież jest cały czas biskupem, ale nie jest głową Kościoła katolickiego (nie ma uprawnień przysługujących urzędującemu papieżowi) ani biskupem diecezjalnym. Jednak po śmierci zostaje pochowany jako papież, czyli w szatach papieskich z insygniami tego urzędu. Jego ciało zostaje złożone w Grotach Watykańskich.
Papież emeryt utrzymywany był ze środków Stolicy Apostolskiej. Jego docelowe i stałe miejsce zamieszkania znajduje się na terytorium państwa watykańskiego, poza pałacem apostolskim.

## Emerytowani papieże

### Benedykt XVI
Od 28 lutego 2013 do 31 grudnia 2022 tytuł emerytowanego papieża używał Benedykt XVI, który jako pierwszy w trzecim tysiącleciu ogłosił renuntiatio.
11 lutego 2013 na uroczystym konsystorzu papież Benedykt XVI ogłosił, iż z dniem 28 lutego tego samego roku o godzinie 20.00 ustępuje z urzędu głowy Kościoła katolickiego. 28 lutego po południu papież opuścił na zawsze pałac apostolski i udał się do swojej rezydencji w Castel Gandolfo. O godzinie 20 tego dnia w bazylice św. Piotra w Rzymie oraz we wszystkich kościołach katolickich zabiły dzwony, brama pałacu w Castel Gandolfo została zamknięta, a wartę nad papieżem przejęła od Gwardii Szwajcarskiej Żandarmeria Watykańska. Pontyfikat Papieża Benedykta XVI dobiegł końca. Władzę w Stolicy Apostolskiej na czas sede vacante przejął kardynał-kamerling Tarcisio Bertone.
Po konklawe nowym papieżem został Jorge Mario Bergoglio, który przybrał imię Franciszek.
Po ustąpieniu z urzędu aż do śmierci Benedykt XVI mieszkał w byłym klasztorze Mater Ecclesiae na terenie Watykanu.